# Сарпинський район
Сарпинський район (рос. Сарпинский район) — адміністративна одиниця Республіки Калмикія Російської Федерації.
Адміністративний центр — село Садове.

## Адміністративний поділ
До складу району входять 9 сільських поселень:
1. Аршаньзельменське.  Об'єднує селища Аршань-Зельмень і Шин. Центр — селище Аршань-Зельмень.
2. Кануковське. Центр — село Кануково і селище Кенкря
3. Кіровське(інші мови). Об'єднує селища Кіровський і Годжур. Центр — селище Кіровський
4. Коробкинське. Центр — селище Коробкин
5. Обільненське. Об'єднує село Обільне і селище Ліста. Центр — село Обільне
6. Садовське. Об'єднує селище Арим і село Садове. Центр — село Садове
7. Салінтугтунське. Об'єднує селища Догзмакін, Каажихін, Ік Заргакін і Салін-Тугтун. Центр — селище Салін-Тугтун
8. Уманцевське. Об'єднує село Уманцево і хутір Терновой. Центр — село Уманцево
9. Шарнутовське. Об'єднує селища Новий і Шарнут. Центр — селище Шарнут